# Casa Vallescà
La casa Vallescà era un edifici situat al carrer de Jaume Giralt, 4 de Barcelona i inclòs al Catàleg de Patrimoni del 1979, avui desaparegut.

## Història
El 1717, el mestre de cases Anton Vallescà i Martí (1688 o 1689-1740) va adquirir unes cases enrunades pel setge de 1713-1714 i les va fer reconstruir en diferents etapes per convertir-les en la seva residència familiar, feina que degué culminar el 1729, data assenyalada a l'escut d'armes col·locat al vestíbul. A l'inventari post mortem dels seus béns constaven les següents finques: A) Casa de planta baixa i dos pisos al carrer de Jaume Giralt; els pisos eren ocupats per la família Vallescà, mentre que la planta baixa, dividida en dues botigues, era destinada al lloguer. B) Una altra casa al carrer de Jaume Giralt, adjacent a l'anterior; encara no era acabada en el moment de fer l'inventari. C) Casa de grans dimensions al carrer de Carders, llogada. D) Una altra casa al carrer de Carders, adjacent a l'anterior, llogada a un taverner. E) Dues cases modestes al carrer de la Volta de Montanyans. Aquestes van passar a mans del seu fill Francesc Vallescà i Torres, que entre el 1747 i 1750 va adquirir dues finques adjacents al carrer de Jaume Giralt. Va morir a finals del 1757, i el seu fill Troià Vallescà i Scarponi va emprendre una política de disgregació del patrimoni familiar a través de la concessió d'establiments emfitèutics.
El 1844, va morir Eulàlia Bisbal i Vallescà, besneta de Francesc, deixant com a hereu el seu marit Joan Gorina i Folch, pertanyent a una família de fabricants tèxtils de Sabadell, que aquell mateix any va encarregar a l'arquitecte Francesc Daniel Molina la remunta d'un quart pis. El 1845, Gorina va establir un conveni amb Ignacio Ramón de Eguía y Vallescá, cavaller de l'orde de Calatrava i resident a Madrid, fill de Francisco de Eguía y López de Letona i de Margarida Vallescà i Scarponi, pel qual Eguía reconegué a Gorina 15.000 lliures de l'herència de la seva esposa, i la resta de béns vinculats per Francesc Vallescà quedarien a parts iguals entre els dos.

En aquella època, hi havia la fàbrica de teixits de cotó de Josep Maragall i Vilarosal, cunyat de Gorina, que el 1863 compartia les instal·lacions amb el fabricant d'aprests Josep Ordeix. El 1860 hi va néixer el poeta Joan Maragall i Gorina, que va escriure aquests Eversos:
Quan era petit
vivia arraulit
en un carrer negre.
El mur hi era humit
però el sol hi era alegre.
El PERI del Sector Oriental del Centre Històric (barris de Sant Pere, Santa Caterina i la Ribera) del 1985 afectava la finca, per la qual cosa fou expropiada per l'empresa mixta Promoció de Ciutat Vella SA (PROCIVESA), que el 1999 hi va encarregar un informe a l'arquitecte Josep Emili Hernàndez-Cros, antic cap del Servei de Protecció del Patrimoni. Aquest document, que prenia com a base l'estudi històric realitzat per l'equip Francesc Caballé-Reinald Gonzàlez (Veclus SL), fou aportat a la Comissió Territorial de Patrimoni Cultural perquè en ratifiqués la descatalogació. Mentre que Caballé i Gonzàlez concloïen que la casa Vallescà no era representativa de l'arquitectura civil de l'època i, per tant, no mereixia la qualificació de BCIL, Hernàndez-Cros anava més enllà i afirmava que l'edifici era tipològicament irrecuperable; és a dir, que no se'n podia establir l'àmbit i la forma de l'estat original i, per tant, no mereixia la pena considerar-ne la rehabilitació. Finalment, i un cop superat aquest tràmit administratiu, l'edifici fou enderrocat l'estiu del 2000, i el solar es convertí en part del «Forat de la Vergonya», un espai defensat pels veïns del barri enfront de les pretensions de l'administració municipal de construir-hi un aparcament soterrani.

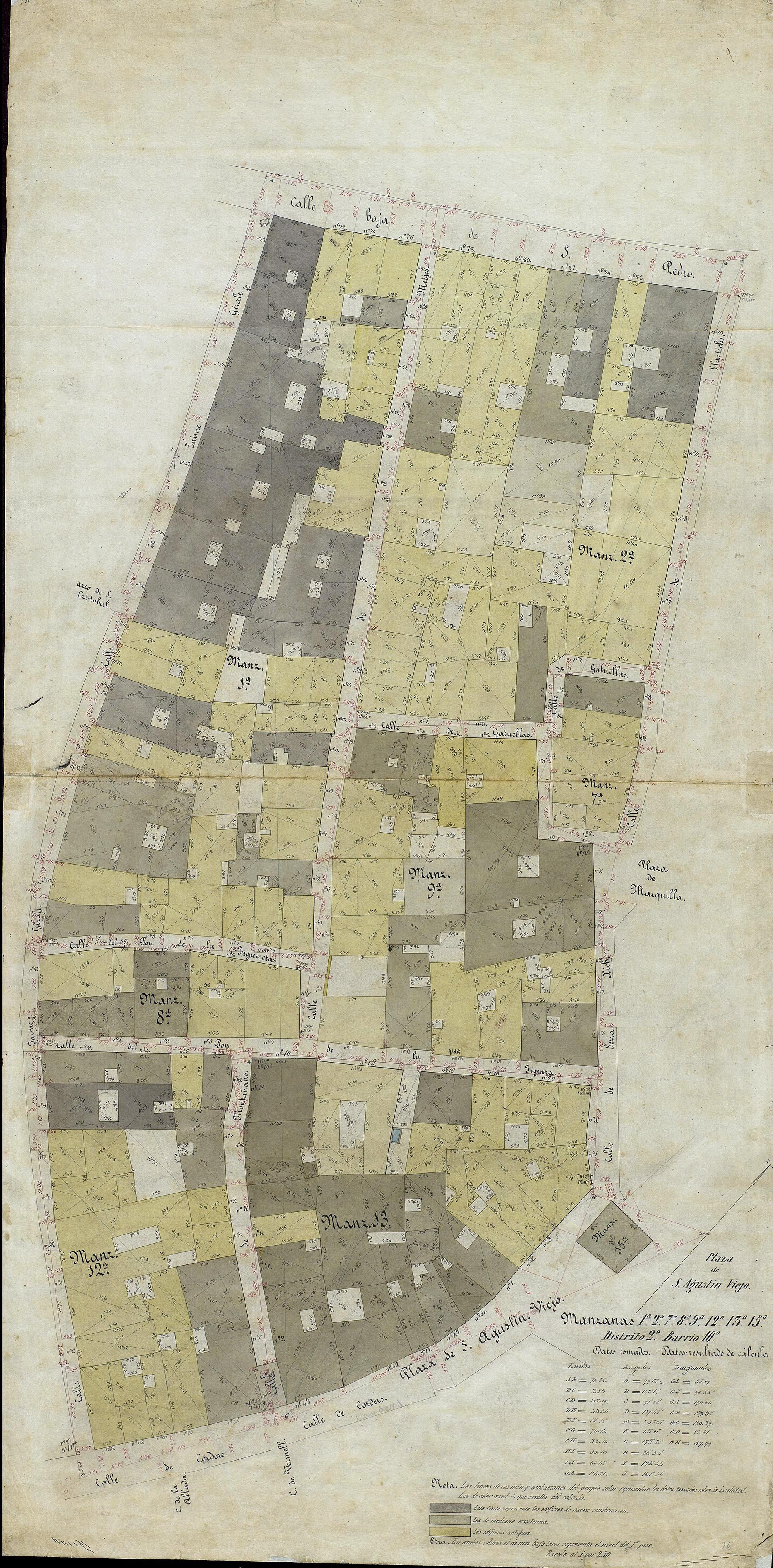
Quarteró núm. 26 de Garriga i Roca (c. 1860)

## Descripció
Casa senyorial del segle xviii sobre una àmplia i torturada parcel·la, organitzada a l'entorn de dos patis, l'un d'accés des del carrer a través d'un portal d'arc escarser i amb escala que pujava a la planta noble (on hi havia un saló amb sostre enteixinat, al qual corresponien els tres balcons amb portes de fusta decorades amb relleus), i l'altre comunicat amb aquest, amb un cos d'escala adossat a l'edifici per la part de ponent, que duia als pisos superiors.
A la façana hi havia balcons amb baranes de ferro forjat al principal i al primer pis, així com motllures a les llindes i els brancals de les obertures. El parament, a base de carreus irregulars fins al segon pis, mostrava l'afegit molt posterior de la remunta d'una planta, amb obertures tapiades.